# Bishop (Marvel)
Bishop (Lucas Bishop) is een fictieve superheld uit de X-Men strips van uitgever Marvel Comics. Zijn superkracht, aangeboren als mutantengave, is het absorberen van elke vorm van energie. Deze energie kan hij uit zijn handen stoten in de vorm van krachtige projectielen. In de jaren 90 was hij een van de populairdere X-Men.
Bishop heeft om zijn oog heen een tatoeage in de vorm van een 'M'; dit is een merkteken uit zijn tijd, dat aangeeft dat hij een mutant is.
Lucas Bishop is zo'n honderd jaar in de toekomst geboren in een post-apocalyptische wereld waar mensen met mutantengaven worden onderdrukt. Hij was lid van de XSE, de Xavier Security Enforcers, die de droom van de legendarische Professor Charles Xavier van een wereld waarin mens en mutant vredig samen kunnen leven, wilden verwezenlijken. Om zijn wereld te redden is Bishop teruggereisd in de tijd. Daar wilde hij voorkomen dat de ellende uit zijn toekomst ooit plaats zou vinden. Hij heeft zich vervolgens aangesloten bij de X-Men, die voor hem legenden zijn.
Bishop gebruikt zijn kennis over dingen die nog moeten gebeuren en over geavanceerde technologische ontwikkelingen uit zijn tijd, om de X-Men te helpen in hun strijd.
Bishop is lid geweest van een X-Men team onder leiding van Storm, dat achter de rollen van de voorspelster Destiny aanging. Dit team ging later grotendeels over in een nieuw XSE, ditmaal staand voor X-Treme Sanctions Executive, dat criminele zaken betreffende mutanten moest oplossen. In dit team voelde Bishop zich geheel op zijn plek, daar de rol van politieagent hem altijd goed bevallen is. Hij dringt erop aan bij zijn collega X-Men dat ze samenwerking met de regering, en zelfs met de Sentinel-robots van ONE, moeten zien als iets waar ze voordeel uit kunnen halen, en niet als iets bedreigends.
Naast de strips verscheen Bishop ook in de X-Men animatieserie, waar hij terugreist in de tijd om het ontstaan van de "Days of Future Past"-tijdlijn te voorkomen. Daarnaast verscheen hij in enkele videospellen en in de boekversie van de film X-Men: The Last Stand.